# Tompaládony
Tompaládony è un comune dell'Ungheria di 334 abitanti (dati 2001). È situato nella contea di Vas.